# Alling (Sinzing)
Alling ist ein Gemeindeteil der Gemeinde Sinzing im Landkreis Regensburg.

## Lage
Das Kirchdorf Alling liegt westlich des Kernortes Sinzing auf der Gemarkung Viehhausen im Tal der Schwarzen Laber, einem linken Nebenfluss der Donau. Durch den Ort verlaufen die  Staatsstraße 2394 und die Kreisstraße R 37.

## Geschichte
Das Laabertal bei Alling wurde im 19. Jahrhundert stark industrialisiert. Es entstand hier eine Papierfabrik der Firma Pustet. Die Schwarze Laaber lieferte die Energie zum Antrieb der Maschinen, die zur Herstellung von Holzschliff und Zellstoff benötigt wurden. Später konnte mit den bei Alling gefundenen Braunkohlevorkommen auch Dampfmaschinen betrieben werden. In dieser Zeit wurde Alling auch Endpunkt der mittlerweile stillgelegten Bahnstrecke Sinzing–Alling, auf der das Papier nach Regensburg transportiert wurde.
Durch die Auflösung der Gemeinde Viehhausen im Zuge der Gebietsreform in Bayern kam Alling am 1. Juli 1972 zur Gemeinde Sinzing.

## Sehenswürdigkeiten
Für Alling sind in der Liste der Baudenkmäler in Sinzing diese Baudenkmäler aufgeführt:
- Katholische Filialkirche St. Martin (14. Jahrhundert mit späteren Umbauten); die Friedhofsmauer stammt wohl aus dem Mittelalter
- Villa, sogenanntes Gelbes Haus (Jugendstil, Ende des 19. Jahrhunderts; Am Röth 19)
- Landhaus (Heimatstil, um 1925; Schloßbergstraße 5)
- Bauernhaus (18./19. Jahrhundert; Labertalstraße 9)
- Wohnhaus (um 1910; Labertalstraße 6/6a)